# Richard Lovelace

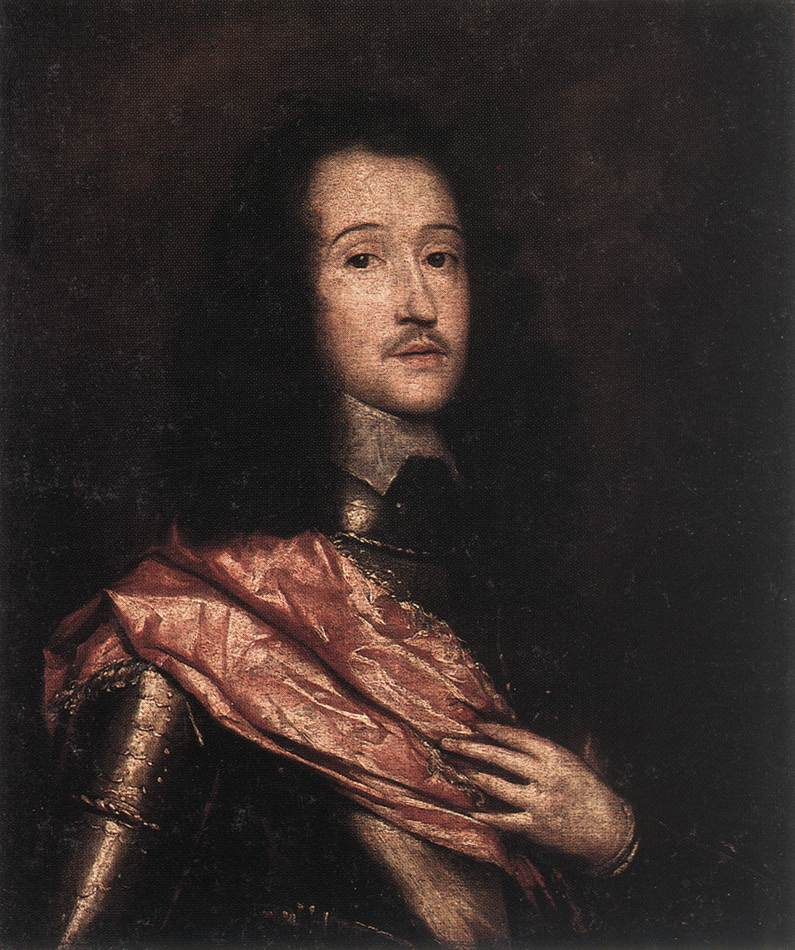
Richard Lovelace

Richard Lovelace (1618–1657) was een Engels dichter en edelman, de zoon van een welgestelde ridder uit Kent, William Lovelace. Hij studeerde aan de Universiteit van Oxford (Gloucester Hall).
Lovelace's vader was in Nederlandse dienst en kwam om het leven tijdens het Beleg van Grol, toen Richard negen jaar oud was.

Lovelace wordt gerekend tot de zogenoemde 'Cavalier poets', dichters die aan de kant stonden van Karel I tijdens en na de Engelse Burgeroorlog. Hij was een populaire figuur in het artistieke leven en in hofkringen, tot hij in 1639 en 1640 meedeed aan de Bishops' Wars, een gewapend conflict tussen Karel I en de Schotse 'Convernanters', een strijd die de opmaat vormde tot de burgeroorlog. In 1642 werd Lovelace, als gevolg van zijn bemoeienissen, zeven weken opgesloten in een gevangenis in Westminster. Hij werd pas vrijgelaten nadat hij beloofd had zich buiten de royalistische zaak te houden. Niettemin bleef hij de koning steunen via financiële hulp aan zijn familie. Als gevolg daarvan werd hij in 1648 opnieuw ingesloten. Tien maanden later, na de executie van de koning, werd hij vrijgelaten, en bracht de rest van zijn leven in relatieve armoede door.
Tijdens zijn tweede periode in de gevangenis bereidde hij de publicatie voor van de dichtbundel Lucasta: Epodes, Odes, Sonnets, Songs, etc. Een jaar na zijn dood werden ook de Lucasta: Posthume Poems by Richard Lovelace, Esq gepubliceerd door zijn broer. 

De "Lucasta" aan wie hij zijn gedichten opdroeg was Lucy Sacheverell. Zij verkeerde in de veronderstelling dat Lovelace was omgekomen in de slag bij Duinkerken in 1646 en trouwde iemand anders.
Het oeuvre van Lovelace is gering in omvang en raakte bijna in vergetelheid tot in 1765 bisschop Thomas Percy het werk To Althea, From Prison opnam in zijn Reliques of Ancient English Poetry.